# Kaveh Rezaei
Kaveh Rezaei (persisch کاوه رضایی; * 5. April 1992 in Eslamabad-e Gharb, Kermānschāh) ist ein iranischer Fußballspieler, der aktuell bei Esteghlal Teheran unter Vertrag steht. Der Stürmer ist seit September 2015 iranischer Nationalspieler.

## Karriere

### Verein
Der in Eslamabad-e Gharb, Kermānschāh geborene Kaveh Rezaei entstammt der Nachwuchsabteilung des Foolad FC, wo er in der Saison 2010/11 in die erste Mannschaft beordert wurde. Am 24. Oktober 2010 (12. Spieltag) bestritt er beim 5:5-Unentschieden gegen Saipa Teheran sein Debüt in der höchsten iranischen Spielklasse, als er in der 62. Spielminute für Mehdi Momeni eingewechselt wurde. Nach dem Jahreswechsel kam er immer häufiger zum Einsatz und am 13. Februar 2011 erzielte er beim 1:1-Unentschieden gegen Saba Qom sein erstes Ligator für den Verein aus Ahvaz. Dieser blieb sein einziger Treffer in 15 Ligaeinsätzen in dieser Spielzeit. In der darauffolgenden Saison 2011/12 gelang ihm in 12 Ligaeinsätzen erneut ein Torerfolg.
Zur nächsten Spielzeit 2012/13 schloss er sich dem Ligakonkurrenten Saipa Teheran an, wo er in Erwartung auf mehr Spielpraxis einen Dreijahresvertrag unterzeichnete. Bereits im torlosen ersten Saisonspiel gegen Tractor Sazi Täbris wurde er in der Startformation eingesetzt. Am 18. November 2012 (15. Spieltag) erzielte er beim 2:0-Heimsieg gegen Saba Qom sein erstes Tor in der Mannschaft des gleichnamigen Autoherstellers SAIPA. Auch wenn er in seiner ersten Saison bei seinem neuen Verein keineswegs ein unumstrittener Stammspieler war, kam er dennoch in 33 Ligaspielen zum Einsatz und erzielte in diesen Partien fünf Treffer. In der darauffolgenden Spielzeit 2013/14 bestritt er eine überwiegende Zahl der Ligaspiele als Starter und sammelte in 25 Ligaeinsätzen sechs Tore.
Im Verlauf der nächsten Saison 2014/15 äußerte er öffentlich, dass er nicht beabsichtige seinen mit Ende der Spielzeit auslaufenden Kontrakt zu verlängern. Saipa Teheran wollte im Januartransferfenster 2015 noch eine Ablösesumme für den Stürmer einheimsen und veräußerte ihn deshalb bereits am 28. Dezember 2014 zum Ligakonkurrenten Zob Ahan Isfahan, wo er mit einem Eineinhalbjahresvertrag ausgestattet wurde. Sein erstes Spiel für den Verein aus Isfahan absolvierte er am 30. Januar 2015 (18. Spieltag) gegen den Persepolis FC, in dem er den 1:0-Siegtreffer von Masoud Hassanzadeh vorbereitete. Bereits eine Woche später (19. Spieltag) konnte er beim 3:0-Heimsieg gegen Rah Ahan selbst ein Tor erzielen. In dieser Spielzeit bestritt er für beide Vereine insgesamt 21 Ligaspiele, in denen ihm sechs Treffer und genauso viele Vorarbeiten gelangen. In der nächsten Saison 2015/16 machte er 24 Ligaspiele, in denen er erneut sechs Torerfolge verbuchen konnte. Mit Zob Ahan gewann er Ende Mai 2016 zum zweiten Mal in Folge den Hazfi Cup.
Nach seinem Vertragsende, unterschrieb er am 16. Juni 2016 bei Esteghlal Teheran ein neues Arbeitspapier mit einer Jahr Laufzeit. Sein Debüt gab er am 25. Juli 2016 (1. Spieltag) beim 1:1-Unentschieden gegen Naft Novin Teheran, in dem er den Treffer seiner Mannschaft vorlegen konnte. Wie bei Zob Ahan zuvor, erzielte er auch bei Esteghlal in seinem zweiten Ligaspiel ein Tor, diesmal bei der 1:2-Auswärtsniederlage gegen den Esteghlal Khuzestan FC am 25. Juli 2016 (1. Spieltag). In 28 Ligaspielen erzielte er in dieser Spielzeit 2016/17 sieben Treffer und bereitete acht weitere Tore vor. In der AFC Champions League konnte er sich bis zum Ausscheiden seiner Mannschaft mit sechs Toren in acht Einsätzen für höhere Aufgaben empfehlen.
Am 14. Juni 2017 wechselte Rezaei ablösefrei zum belgischen Erstdivisionär Sporting Charleroi, wo er einen Zweijahresvertrag mit Option auf zwei weitere Jahre unterschrieb. Sein erstes Ligaspiel bestritt er am 29. Juli 2017 (1. Spieltag) beim 1:0-Heimsieg gegen den KV Kortrijk, als er in der 84. Spielminute für Chris Bedia eingetauscht wurde. Am 26. August (5. Spieltag) erzielte er beim 3:2-Heimsieg gegen den SV Zulte-Waregem einen Doppelpack. Er entwickelte sich rasch zum Stammspieler und beendete die Saison 2017/18 mit 16 Toren und sechs Vorlagen in 39 Ligaeinsätzen.
Am 22. August 2018 wechselte er zum Ligakonkurrenten FC Brügge, wo er einen Vierjahresvertrag unterzeichnete. Sein Debüt gab er vier Tage später (5. Spieltag) beim 2:1-Heimsieg gegen den RSC Anderlecht. Bei den Blauw-Zwart gelang ihm in der Spielzeit 2018/19 nicht der Durchbruch und er kam nur in 15 Ligaspielen zum Einsatz, in denen er vier Treffer erzielte.
Zur nächsten Saison 2019/20 kehrte er auf Leihbasis zu Sporting Charleroi zurück. Bei den Zèbres gelang ihm abermals der Durchbruch als Stammspieler und er bestritt in der aufgrund der COVID-19-Pandemie verkürzten Spielzeit 22 von 25 möglichen Ligaspiele, in denen ihm 12 Treffer und vier Vorlagen gelangen.
Am 31. Juli 2020 wechselte er erneut auf Leihbasis für die gesamte Spielzeit 2020/21 zu Sporting Charleroi. In dieser Saison bestritt er 25 von 34 möglichen Ligaspielen für Charleroi mit sieben Toren, zwei Pokalspiele und zwei Spiele in der Qualifikation zur Europa League mit einem Tor.
In der Saison 2021/22 gehörte er zunächst wieder zum Kader des FC Brügge. Ohne für diesen ein Spiel absolviert zu haben, wechselt Rezaei Anfang August 2021 zu Ligakonkurrent Oud-Heverlee Löwen und unterschrieb dort einen Vertrag mit einer Laufzeit von einem Jahr mit der Option der Verlängerung um ein weiteres Jahr. Er bestritt 12 von 32 möglichen Ligaspielen für Leuven sowie ein Pokalspiel. Seit Mitte Februar 2022 fiel er wegen eines Wadenbeinbruches aus. Mitte Mai 2022 erklärte Leuven, die Verlängerungsoption nicht ausüben zu wollen.
Ende Juli 2022 wechselte er zurück zu Esteghlal FC.

### Nationalmannschaft

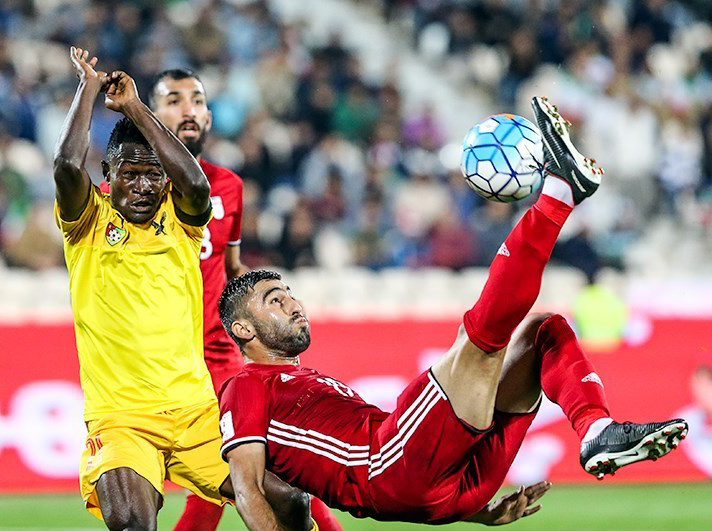
Kaveh Rezaei in einem Länderspiel gegen den Togo im Oktober 2017

Am 8. August 2015 debütierte er beim 3:0-Auswärtssieg gegen Indien in der Qualifikation zur Weltmeisterschaft 2018 für die iranischer Nationalmannschaft, als er in der 75. Spielminute für Khosro Heydari eingewechselt wurde. Sein erstes Länderspieltor erzielte er am 17. März 2018 beim 4:0-Testspielsieg gegen Sierra Leone.

## Erfolge

### Verein
Zob Ahan Isfahan
- Hazfi Cup: 2014/15, 2015/16

### Nationalmannschaft
Iran U16
- U16-Asienmeister: 2008

### Individuelle Auszeichnungen
- U16-Asienmeisterschaft Bester Torschütze: 2008
- U22-Asienmeisterschaft Bester Torschütze: 2013
- Persian Gulf Pro League Bester Vorlagengeber: 2016/17
- Persian Gulf Pro League Mannschaft des Jahres: 2016/17